# Gustavo Yepes
Gustavo Yepes Londoño (Yarumal, Antioquia, 19 de noviembre de 1945) es un director de orquesta, pianista, compositor, musicólogo y docente como uno de los más importantes músicos académicos vigentes en Colombia.

## Formación
Licenciado en Música de la Universidad del Valle (1979 - 1984) y Master of Arts de la Carnegie Mellon University de Pittsburgh, Estados Unidos (1985 - 1987), donde estudió con los maestros Samuel Jones y Werner Torkanowsky. Entre 1975 y 1981 tomó cursos de dirección orquestal y dirección de las óperas de Mozart con los profesores, Harold Farbermann, Carl Melles, Milan Horvath, Franco Ferrara y Sir Charles Mackerras en Universität Mozarteum de Salzburgo, Austria, curso de dirección de orquesta en el Teatro La Fenice de Venecia (1975) en South Carolina University (1985), y en el Conservatorio de Viena. 

## Dirección
Fue director de la Orquesta Sinfónica de Antioquia (1974 - 1976), Orquesta Sinfónica del Valle (1979 - 1985) y de la Orquesta Sinfónica de la Universidad Nacional de Colombia (1988 - 1994), también ha sido director invitado de la Orquesta Sinfónica EAFIT, Orquesta Filarmónica de Bogotá, Orquesta Filarmónica de Medellín y Orquesta Filarmónica de Cali y ha dirigido los coros de las Universidades de Antioquia y del Valle, Coral Amor Musicae, Coral Tomás Luis de Victoria y Cuarteto Vocal Quadro Vocale.

## Investigación musical
Lineas de investigación
- Musicología sistemática: armonía funcional y figuración melódica.

- Ediciones sonoras de grandes intérpretes regionales de la música erudita y semierudita.

- Críticos y musicólogos regionales.

- Ediciones críticas de partituras de autores regionales.

- Musicología sistemática: armonía funcional y figuración melódica.

- Ediciones críticas de partituras de autores regionales.

- Investigación Curricular

- Gramamusicología

## Docencia
Ha sido profesor e investigador en varias de las más importantes escuelas musicales de Colombia. En la actualidad se desempeña como docente en el área de teorías de la música en la Facultad de Música de la Universidad EAFIT en Medellín, Colombia. De igual manera ha sido miembro del Consejo Consultivo (1972 - 1976), director de la Escuela de Música y Artes Representativas (1974 - 1976) Decano de la Facultad de Artes de la Universidad del Valle (1998 - 2001), jefe del departamento de música de la Universidad de Antioquia, presidente del Consejo Nacional de Música y miembro del Consejo Nacional de Cultura (1999-2001) entre otras labores administrativas.
Universidad de Antioquia
- Estructuras de la Música, 1996 - 2001

- Correpetición, 1996 - 1998

- Repertorio Instrumental, 1993 - 1995

- Investigación en Interpretación,  1993 - 1995

- Historia de la Música, 1977

- Lectura Musical - 1968 - 1978

Universidad del Valle
- Armonía, 1979 - 1985

- Piano complementario, 1979 - 1985

- Lectura musical, 1979 - 1985

Universidad Nacional de Colombia
- Armonía, 1987 - 1994

- Orquesta, 1987 - 1994

- Materiales y estructuras de la Música, 1987 - 1994

- Dirección Orquestal, 1987 - 1994

- Contrapunto, 1987 - 1994

Universidad Eafit

## Composición
Ópera
- Orquestación de The Beggar’s Opera de Johann Christoph Pepusch, texto de John Gay (siglo XVIII) Estreno en el Pequeño teatro de Medellín - 1998

- Documentos del infierno - Libreto de Enrique Buenaventura y Mario Yepes - 1999

- Reorquestación de Rita de G. Donizetti - Estreno en el Auditorio Fundadores de la Universidad EAFIT - 2010

- Memoria del olvido (Partes líricas) - Ópera Urbana Medellín - 2011

Oratorio
- Requiem para Trío - Oratorio para violín, bajo profundo y piano

Coral
- ¿? - Coro mixto a cuatro voces, Texto de León de Greiff

- A mi casa - Coro mixto a cuatro voces, Texto de Luis Carlos López

- Árbol viejo - Coro mixto a cuatro voces, Texto de Porfirio Barbajacob

- Admonición a los impertinentes - Coro mixto a cuatro voces, Texto de León de Greiff

- Aldecoa, Leo y Gaspar - Texto de León de Greiff

- Ave Maria - Coro mixto a cuatro voces, Con marca metronómica: negra a 100

- Balada intrascendente - Coro mixto a cuatro voces

- Barrio pobre - Coro mixto a cuatro voces, Texto Luis Cargos González

- Canción de cuna - Coro mixto a cuatro voces

- Canción ligera - Coro mixto a cuatro voces, Texto de León de Greiff

- Cancioncilla - Coro mixto a cuatro voces, Texto de León de Greiff

- Cerca del ancho río - Soprano y bajo, Texto de José Eustacio Rivera, Marca metronómica: negra a 70

- Chacona - Coro mixto a cuatro voces, Texto de León de Greiff

- Cine mudo - Coro mixto a cuatro voces, Texto de Rafael Pombo

- Cuatro miniaturas sobre poemas de Miguel Carvajal - Coro a cuatro voces mixtas, Miniaturas:

1. Diferencias sobre un tema gallego;
2. Miguel Hernández;
3. Juan Ramón Jiménez;
4. Federico García Lorca, Textos de Miguel Carvajal

- El Bambuco - Coro mixto a cuatro voces, Texto de Rafael Pombo

- El coche - Coro mixto a cuatro voces, Texto de Rafael Pombo

- El gato bandido - Coro femenino a tres voces, Texto de Rafael Pombo

- El Renacuajo paseador - Coro femenino a tres voces, Texto de Rafael Pombo

- Esta noche el paisaje - Sobre un soneto de José Eustacio Rivera

- Estudio polifónico sobre "Cuchipe" - Coro mixto a cuatro voces

- Éxtasis - Coro mixto a cuatro voces, Texto de Rafael Pombo, Con nota: Marca metronómica: ca. 72

- Hora de tinieblas - Coro mixto a cuatro voces, Texto de Rafael Pombo

- La bonne chanson - Coro mixto a cuatro voces, Texto de Paul Verlaine

- La paloma torcaz - Coro mixto a cuatro voces, Texto de José Eustacio Rivera, Con marca metronómica: negra con puntillo a 65

- Las flores - Coro femenino a tres voces, Texto de Rafael Pombo

- Los potros - Coro mixto a cuatro voces, Texto de José Eustacio Rivera, Con marca metronómica: negra a 115

- Niña de la guitarra - Coro mixto a cuatro voces, Texto de Carlos Castro saavedra

- Pastorcilla - Coro mixto a cuatro voces, Texto de Rafael Pombo

- La Pobre viejecita - Coro femenino a tres voces, Texto de Rafael Pombo

- Relato de Ramón Antigua - Coro mixto a cuatro voces, Texto de León de Greiff

- Simón el bobito - Soprano y Alto, Texto de Rafael Pombo

- Son - Coro mixto a cuatro voces, Texto de León de Greiff, Con indicación: 6/8, 3/4

- Soneto - Coro mixto a cuatro voces, Texto de Luis Carlos López

- Soy un grávido río - Coro mixto a cuatro voces, Texto de José Eustacio Rivera, Marca metronómica: negra a 75

- Te has ido - Coro mixto a cuatro voces, Texto de Antonio Llanos

- Tiene esa dama - Coro mixto a cuatro voces, Texto de León de Greiff

Música Vocal
- A una dama - Texto de León de Greiff

- A veces - Texto de Antonio Carvajal

- Admonición a los impertinentes - Texto de León de Greiff

- Canción ligera - Texto de León de Greiff

- Día de diciembre - Texto de Carlos Villafañe

- En la alameda - Texto de León de Greiff

- Futuro - Texto de Porfirio Barbajacob

- Son - Texto de León de Greiff

- Soneto - Texto de Luis Carlos López

- Soneto de la guirnalda de rosas - Texto de Federico García Lorca

- Tarde de verano - Texto de Luis Carlos López

- Te has ido - Texto de Antonio Llanos

Instrumental
Piano
- Álbum

- Pre y post variaciones sobre "Chaflán"

Música de Cámara
- Conversación en Trío

- Trío para violín, violonchelo y piano

- Perorata” para trombón y piano pasivo

- Duetos líricos - Soprano y Clarinete en La

- Nunca cesó la horrible noche - Flauta y viola

- Recordando a Medellín - Violín, Clarinete y Piano

- Suite Leyenda - Sexteto de Flauta, Clarinete, Saxofón tenor, Violín, Violonchelo y Piano

Orquestal
- Nó a las armas - 2004

- Canción de la vida profunda - 2006 - Bajo o barítono y Orquesta sinfónica, Sobre poema de Porfirio Barbajacob

- San Antoñito - 2009 - Narrador y Orquesta sinfónica, Música incidental sobre el cuento de Tomás Carrasquilla

- Simón el mago - 2009 - Narrador y Orquesta sinfónica, Música incidental sobre el cuento de Tomás Carrasquilla

- Aires neogranadinos - 2010 - Sobre el cuaderno de Carmen Caycedo

- Dobaiba, diosa de las tormentas - 2011

Arreglos y transcripciones
- Versiones corales de música de los andes colombianos - Beca de creación de Colcultura - 1993

- El menú

Coro mixto a cuatro voces, Arreglo de la melodía traducida al español por Miguel Arregui Trecet

## Publicaciones
Artículos
- A propósito de Puntos de Referencia de Pierre Boulez . En: Colombia

Co-Herencia  ISSN 1794-5887  ed: FONDO EDITORIAL UNIVERSIDAD EAFIT 
v.2 fasc.3 p.204 - 208 ,2005 
Palabras: 
Texto, Interpretación, Fidelidad, Nueva Estética,
- Juan Sebastián Bach, el intemporal . En: Colombia

Revista Universidad De Antioquia ISSN 0120-2367  ed: EDITORIAL UNIVERSIDAD DE ANTIOQUIA 
v.263 fasc.1-3 p. - ,2001
- Cuatro miniaturas sobre textos de Antonio Carvajal y una Canción coral sobre texto de P. Verlaine (La Bonne Chanson) . En: Colombia

Revista Universidad De Antioquia ISSN 0120-2367  ed: EDITORIAL UNIVERSIDAD DE ANTIOQUIA 
v.248 fasc.4-6 p. - ,1997
- 100 años de Pelleas et Melisande. . En: Colombia

Alma Mater Agenda Cultura De La Universidad De Antioquia ISSN 0124-0854  ed: Universidad De Antioquia Medellín
v. fasc. p. - ,2001
- La música en Italia . En: Colombia

Alma Mater Agenda Cultura De La Universidad De Antioquia ISSN 0124-0854  ed: Universidad De Antioquia Medellín
v. fasc. p. - ,2001
- La interpretación en música . En: Colombia

Texto Y Contexto ISSN 0120-5455  ed: Uniandes
v.29 fasc.1-4 p. - ,1996
- La música de la Región Andina Colombiana y su supervivencia . En: Colombia

Texto Y Contexto ISSN 0120-5455  ed: Uniandes
v.29 fasc.1-4 p. - ,1996
- Cuatro teoremas sobre la Música Tonal . En: Colombia

Publicaciones, Ponencias , Patentes Y Registros ISSN 1692-0694  ed: FONDO EDITORIAL UNIVERSIDAD EAFIT 
v.87 fasc.N/A p.5 - 77 ,2011 
Palabras: 
Armónicos, Sistema bipolar, Centro tonal, Figuración, Pié, Motivo, Órdenes o niveles, Sonido nuclear, Sonidos satelitales, Sonidos diacríticos, Alteración, Modalismo, Cifrados armónicos, 
Sectores: 
Educación - Educación superior,
- Cuatro Misas y Dos Oficios de difuntos del compositor Gonzalo Vidal (1863-1946) . En: Colombia

Artes, la Revista  ISSN 1657-3242  ed: EDITORIAL UNIVERSIDAD DE ANTIOQUIA 
v.7 fasc.14 p.37 - 45 ,2007 
Palabras: 
Oficio, Misa, Difuntos, Romantisísmo, Voces, Instrumentos, Latín,
- Criterios de Ejecución Interpretativa de la Obra Pianística del Compositor Gonzalo Vidal (1863-1946) . En: Colombia

Artes, la Revista  ISSN 1657-3242  ed: EDITORIAL UNIVERSIDAD DE ANTIOQUIA 
v.6 fasc.12 p.59 - 75 ,2006 
Palabras: 
Obra Pianística, Pieza de Salón, Composición Académica, Pieza de Caracter,
- Acerca de la Libertad Artística y la Emancipación estética en la Composición Musical de Hoy . En: Colombia

Co-Herencia  ISSN 1794-5887  ed: FONDO EDITORIAL UNIVERSIDAD EAFIT 
v.3 fasc.5 p.123 - 132 ,2006 
Palabras: 
Mímesis, Melodía, Prosodia, Serie Armónica, Culturas, Aceptabilidad,
- Problemas en el Léxico Musical especializado: equívocos, multívocos y contradicciones . En: Colombia

Co-Herencia  ISSN 1794-5887  ed: FONDO EDITORIAL UNIVERSIDAD EAFIT 
v.6 fasc.10 p.189 - 205 ,2009 
Palabras: 
Léxico musical especializado, Homonimia, Distinción entre fenómenos y actores, Niveles taxonómicos, Significante y significado, Anonimia, Sinonimia, Incompletud,
- Acerca de la Libertad Artística y la Emancipación estética en la composición musical de hoy . En: Colombia

Co-Herencia  ISSN 1794-5887  ed: FONDO EDITORIAL UNIVERSIDAD EAFIT 
v.3 fasc.2006 p.123 - 132 ,2006
- Acerca de la Armonía Funcional en Música Tonal . En: Colombia

Artes, la Revista  ISSN 1657-3242  ed: EDITORIAL UNIVERSIDAD DE ANTIOQUIA 
v.1 fasc.1 p. - ,2001
- Tesis teóricas musicales investigativas (II y III) . En: Colombia

Artes, la Revista  ISSN 1657-3242  ed: EDITORIAL UNIVERSIDAD DE ANTIOQUIA 
v.1 fasc.2 p. - ,2001
- Cuatro aires ingleses hallados en la Hacienda El Paraíso . En: Colombia

Artes, la Revista  ISSN 1657-3242  ed: EDITORIAL UNIVERSIDAD DE ANTIOQUIA 
v.1 fasc.2 p. - ,2001

Libros
- Revelatorum, juguete cómico-musical de G. Quevedo Z. En: Colombia 2002.  ed:  ISBN v. pags. 1

Áreas: 
Lingüística, Letras y Artes -- Artes -- Música -- Investigador Música,
- Música para piano de Daniel Salazar Velásquez En: Colombia 2002.  ed:  ISBN v. pags. 1

Áreas: 
Lingüística, Letras y Artes -- Artes -- Música -- Investigador Música,
- Cuatro oficios de difuntos de Gonzalo Vidal En: Colombia 2002.  ed:  ISBN v. pags. 1

Áreas: 
Lingüística, Letras y Artes -- Artes -- Música -- Investigador Música,
Producción bibliográfica - Libros y capítulos de libros publicados - Libro resultado de investigación
- Música para piano de Gonzalo Vidal En: Colombia 2002.  ed:  ISBN v. pags. 1

Áreas: 
Lingüística, Letras y Artes -- Artes -- Música -- Investigador Música,
Producción bibliográfica - Libros y capítulos de libros publicados - Libro resultado de investigación
- Música para piano de Carlos Vieco. Vol I En: Colombia 2002.  ed:  ISBN v. pags. 1

Áreas: 
Lingüística, Letras y Artes -- Artes -- Música -- Investigador Música,
Producción bibliográfica - Libros y capítulos de libros publicados - Libro resultado de investigación
- Música tradicional de los Andes colombianos: Versiones corales En: Colombia 1995. ed:Canal Ramírez Antares ISBN 9586122018 v. 1 pags. 150

Áreas: 
Lingüística, Letras y Artes -- Artes -- Música -- Composición Musical, Lingüística, Letras y Artes -- Artes -- Música -- Investigador Música,
Producción bibliográfica - Libros y capítulos de libros publicados - Libro organizado o edición
- Canciones corales sobre texto de Rafael Pombo En: Colombia 1997.  ed:  ISBN v. pags. 1

Áreas: 
Lingüística, Letras y Artes -- Artes -- Música -- Composición Musical,
Producción bibliográfica - Libros y capítulos de libros publicados - Libro organizado o edición
- Canciones corales sobre textos de diversos poetas En: Colombia 2002.  ed:  ISBN v. pags. 1

Áreas: 
Lingüística, Letras y Artes -- Artes -- Música -- Composición Musical,
Producción bibliográfica - Libros y capítulos de libros publicados - Libro organizado o edición
- Versiones corales de los Andes colombianos II En: Colombia 2002.  ed:  ISBN v. pags. 1

Áreas: 
Lingüística, Letras y Artes -- Artes -- Música -- Composición Musical, Lingüística, Letras y Artes -- Artes -- Música -- Investigador Música,
Producción bibliográfica - Libros y capítulos de libros publicados - Libro organizado o edición
- Villancicos navideños en coro En: Colombia 2001.  ed:  ISBN v. pags. 1

Áreas: 
Lingüística, Letras y Artes -- Artes -- Música -- Composición Musical, Lingüística, Letras y Artes -- Artes -- Música -- Canto, Lingüística, Letras y Artes -- Artes -- Música -- Investigador Música,
Producción bibliográfica - Libros y capítulos de libros publicados - Libro organizado o edición
- Documentos del infierno. Ópera En: Colombia 2001.  ed:  ISBN v. pags. 1

Áreas: 
Lingüística, Letras y Artes -- Artes -- Música -- Composición Musical, Lingüística, Letras y Artes -- Artes -- Música -- Canto, Lingüística, Letras y Artes -- Artes -- Música -- Investigador Música,
Producción bibliográfica - Libros y capítulos de libros publicados - Libro organizado o edición
- Música para piano En: Colombia 2000.  ed:  ISBN v. pags. 1

Áreas: 
Lingüística, Letras y Artes -- Artes -- Música -- Composición Musical, Lingüística, Letras y Artes -- Artes -- Música -- Canto,
Producción bibliográfica - Libros y capítulos de libros publicados - Libro organizado o edición
- Del Big Bang al triunfo de la entropía. En: Colombia 1999.  ed:  ISBN v. pags. 1

Áreas: 
Lingüística, Letras y Artes -- Artes -- Música -- Composición Musical, Lingüística, Letras y Artes -- Artes -- Música -- Investigador Música,
Producción bibliográfica - Libros y capítulos de libros publicados - Libro organizado o edición
- Coplas a la muerte de mi padre. En: Colombia 1995.  ed:  ISBN v. pags. 1

Áreas: 
Lingüística, Letras y Artes -- Artes -- Música -- Composición Musical,
Producción bibliográfica - Libros y capítulos de libros publicados - Libro organizado o edición
- Canciones para voz y piano En: Colombia 2002.  ed:  ISBN v. pags. 1

Áreas: 
Lingüística, Letras y Artes -- Artes -- Música -- Composición Musical, Lingüística, Letras y Artes -- Artes -- Música -- Investigador Música, Lingüística, Letras y Artes -- Artes -- Música -- Canto,
Producción bibliográfica - Libros y capítulos de libros publicados - Libro organizado o edición
- Requiem Trío (violín, piano y bajo profundo) En: Colombia 1986.  ed:  ISBN v. pags. 1

Áreas: 
Lingüística, Letras y Artes -- Artes -- Música -- Composición Musical, Lingüística, Letras y Artes -- Artes -- Música -- Investigador Música, Lingüística, Letras y Artes -- Artes -- Música -- Canto,
Producción bibliográfica - Libros y capítulos de libros publicados - Libro publicado
- León de Greiff en coro En: Colombia 1997.  ed:Editorial Presencia ISBN v. 1 pags. 60

Áreas: 
Lingüística, Letras y Artes -- Artes -- Música -- Composición Musical, Lingüística, Letras y Artes -- Artes -- Música -- Canto, Lingüística, Letras y Artes -- Artes -- Música -- Investigador Música,
Producción bibliográfica - Libros y capítulos de libros publicados - Libro publicado
- Música de cámara En: Colombia 2007.  ed:FONDO EDITORIAL UNIVERSIDAD EAFIT ISBN 978-958-8281-68-1  v. 1 pags. 40

Palabras: 
Música de Cámara, Trío Instrumental, Piano Pasivo, Trombón, Soprano, Clarinete, Meira Delmar,

## Condecoraciones y reconocimientos
- Músico excelencia, - octubre de 2004
- Distinción Treinta Años de Vida Coral, Corpacoros - 1998
- Gran Premio Santafé de Antioquia, Antioquia le Canta a Colombia - 1997
- Gran K de Oro, Club Kiwanis (Por su aporte a la cultura del Valle del Cauca) - 1995
- Premio Mono Nuñez en la categoría Grupo Mixto, Funmúsica - 1983